# 東京六大学ピアノ連盟
東京六大学ピアノ連盟（とうきょうろくだいがくピアノれんめい）は、東京を所在地とした6つの大学のピアノサークルで構成されるアマチュア団体。通称「六連（ろくれん）」。

## 概要
一般大学のピアノサークルにより成り立っていることから、大学に入って初めてピアノに触れた初心者から、音大受験を視野に入れた上級者、更に長いブランクがある経験者など、幅広いメンバーで構成されている。また加盟しているサークルは、基本的にピアノをメインとしているが、他の楽器（ヴァイオリン、フルートなど）奏者の参加を許可しているサークルもあり、ジャンルもクラシックだけでなく、ジャズやロックまで広がっているサークルがある。
最多の約200名が所属する「東京大学ピアノの会」をはじめとした各サークルの会員合計は600名を超え（各公式サイトの公表人数計）、立教以外のサークルがインカレ（他大生在籍可）であるため6大学に限らない。

### 加盟団体（五十音順）
- 慶應義塾ピアノ・ソサィエティー ：略称 KPS。
- 上智大学ピアノの会
- 東京大学ピアノの会
- 明治大学ピアノの会 KLAVIER ：1989年発足の大学公認ピアノサークル。
- 立教大学Pianoの会 ：1987年発足の大学公認団体。
- 早稲田大学ピアノの会 ：1980年設立、略称 WPS。

## 活動
東京六大学ピアノ連盟が主催する定期的な公演は、以下の4公演。
定期演奏会
1996年から毎年6月に行われる。出演者は加盟サークルからの推薦メンバー。
オールデュオコンサート
2003年から毎年9月に行われる。演奏曲目がデュオ（カルテットなどのアンサンブルも含む）に限定される。
フレッシュコンサート
毎年10月に行われる。演奏者は加盟サークルから推薦で選ばれた一年生。
卒業演奏会
毎年2月に行われる。演奏者は前年度の理事となることが多いがそうとも限らない。
他に各大学のOBやOGを招いた企画演奏会（ピアノフェスティバル2006、Beyond ～東京六大学ピアノ連盟主催企画演奏会2008～、企画演奏会2009「voyage」～音楽史を旅して～、企画演奏会2010『Anniversary～絆～』など）を開催しており、セミプロ級演奏者が出演している。

### 選曲
ピアノの演奏が唯一なので、当然ピアノ曲が選ばれるが、畑違いの学生ゆえの自由もありヴァイオリン曲などの編曲・自作自演などさまざまである。作曲家・作品について例示する。
- 平均律クラヴィーア曲集、バッハ編曲作品などバロック作品
- ベートーヴェンピアノソナタなど古典派作品
- ショパン・リスト・シューマンなどロマン派作品
- ドビュッシー・フォーレなど近代作品
- ラフマニノフなど技量を見せる作品
- ラヴェル・カプースチンなどジャズに近い作品

## 歴史
東京六大学ピアノ連盟は、1995年（平成7年）に東京の6つの大学のピアノサークル、慶應大学ピアノ・ソサィエティー 、東京大学ピアノの会、法政大学ピアノアカデミー、明治大学ピアノの会KLAVIER、立教大学Pianoの会、早稲田大学ピアノの会（以上50音順）が集まり発足した

。
なお諸事情により、2004年頃に法政大学ピアノアカデミーと上智大学ピアノの会が入れ替わり、現在の六大学構成となっている。
。